# Der Glaube der Kirche in den Urkunden der Lehrverkündigung
Der Glaube der Kirche in den Urkunden der Lehrverkündigung (Kurzform: Der Glaube der Kirche) ist der Titel eines Werkes von Josef Neuner und Heinrich Roos. Das Werk wurde erstmals im Jahr 1938 publiziert und enthält ein Imprimatur des Bistums Regensburg. Zitiert wird das Werk  in der Regel als „Neuner-Roos“, abgekürzt als NR.
Es liegt mittlerweile in der 13. Auflage vor; die Bearbeitung lag bei Karl Rahner und Karl-Heinz Weger.

## Zum Inhalt
Das Werk enthält die wichtigsten Urkunden (also Glaubensbekenntnisse, Konzilsentscheidungen, päpstliche Dekrete usw.) über den römisch-katholischen Glauben in deutscher Sprache. Es hat sich zu einem Standardwerk auf seinem Gebiet entwickelt und wird heute in der Ausbildung von Theologen und Ständigen Diakonen eingesetzt.

## Ausgaben
Ohne Anspruch auf Vollständigkeit:
- Josef Neuner, Heinrich Roos: Der Glaube der Kirche in den Urkunden der Lehrverkündigung. 1. Auflage. Pustet Verlag, Regensburg 1938. 604 Seiten. - Mit Imprimi potest der Jesuiten vom 9. November 1937 und Imprimatur des Generalvikars des Bistums Regensburg vom 28. Februar 1938.
- Josef Neuner, Heinrich Roos: Der Glaube der Kirche in den Urkunden der Lehrverkündigung. Neubearbeitet von Karl Rahner und Karl-Heinz Weger. 10. Auflage. Pustet Verlag, Regensburg 1979. ISBN 3-7917-0119-3. 604 Seiten. - Mit Imprimi potest der Jesuiten vom 23. Februar 1971 und Imprimatur des Bistums Regensburg vom 8. September 1971.
- Josef Neuner, Heinrich Roos: Der Glaube der Kirche in den Urkunden der Lehrverkündigung. 13. Auflage. Pustet Verlag, Regensburg 1992, ISBN 3-7917-0119-3[1]

## Rezensionen
Zu verschiedenen Auflagen. Ohne Anspruch auf Vollständigkeit; in chronologischer Reihenfolge.
- Franz Xaver Arnold, Der Glaube in den Urkunden der Lehrverkündigung von Josef Neuner S. J. und Heinrich Roos S. J. Zweite verbesserte Auflage, hrsg. von Karl Rahner S. J., Gregorius-Verlag vormals Friedrich Pustet. Regensburg 1948. (465 S., kart. M. 10.-). [Fett- und Sperrdruck im Original nicht wiedergegeben], in: Theologische Quartalschrift 128 (1948) H. 3 S. 378–379. - Rezension der 2. Auflage. Beschreibung des Werkes, das „die wichtigsten Urkunden der lehramtlichen kirchlichen Verkündigung weiteren Kreisen in deutscher Übersetzung zugänglich“ mache. Es sei „zunächst für die Hand des Laien bestimmt“ und resümiert: „Die das Ganze durchdringende heilsgeschichtliche Leitidee verleiht dem Werk erhebliche Bedeutung für die religiöse Unterweisung besonders an höheren Schulen und für die religiöse Bildungsarbeit überhaupt“, allerdings sollten die „Erläuterungen [da und dort] ausführlicher sein“ (online abgerufen am 22. April 2023.).
- Leander Drewniak OSB, Emendanda in: Neuner-Roos, Der  Glaube der  Kirche, in: Münchener Theologische Zeitschrift 14 (1963) Nr. 3, S. 200–202. - Diese Besprechung bezieht sich auf die 5. Auflage von 1957 und die diese unverändert nachdruckende 6. Auflage von 1961 des „‚deutschen Denzigers‘“, der für eine glückliche Idee gehalten wird. Es geht vor allem um „Schiefheiten und Unrichtigkeiten der Übersetzung“, d. h. „eigentliche Unkorrektheiten des deutschen Texte, ... Fälle einer weniger guten Verdeutschung..., einige Druckfehler“. Anspruch auf Vollständigkeit wird nicht erhoben und die beanstandeten Mängel „fallen ... nicht gar zu schwer ins Gewicht“, sollten aber in der nächsten Auflage verbessert werden (online abgerufen am 22. April 2023.).
- U.K., Neuner, Josef, u. Heinrich Roos: Der Glaube der Kirche in den Urkunden der Lehrverkündigung. Neubearb. von K. Rahner u. K-H. Weger. (Lizenzausg.; Orig. Ausgabe Verlag F. Pustet, Regensburg). Leipzig: St. Benno 1982. 603 S. kl. 8°, in: Theologische Literaturzeitung 108 (1983) H. 8 Sp. 627f. - Kurzcharakterisierung des Werkes aus Anlass der Lizenzausgabe der 10. Auflage in der Deutschen Demokratischen Republik, die Dokumente bis 1967 umfasst (online abgerufen am 21. April 2023.).